# Іст-Тавас (Мічиган)
Іст-Тавас (англ. East Tawas) — місто (англ. city) в США, в окрузі Айоско штату Мічиган. Населення — 2663 особи (2020).

## Географія
Іст-Тавас розташований за координатами 44°17′27″ пн. ш. 83°29′2″ зх. д. / 44.29083° пн. ш. 83.48389° зх. д. (44.290803, -83.483770).  За даними Бюро перепису населення США в 2010 році місто мало площу 8,52 км², з яких 7,36 км² — суходіл та 1,16 км² — водойми.

## Демографія
Згідно з переписом 2010 року, у місті мешкало 2808 осіб у 1332 домогосподарствах у складі 756 родин. Густота населення становила 330 осіб/км².  Було 1728 помешкань (203/км²).
Расовий склад населення:
| - 95,7 % — білих - 1,1 % — азіатів - 0,3 % — корінних американців - 0,2 % — чорних або афроамериканців - 0,1 % — вихідців з тихоокеанських островів |

До двох чи більше рас належало 1,9 %. Частка іспаномовних становила 2,0 % від усіх жителів.
За віковим діапазоном населення розподілялося таким чином: 18,6 % — особи молодші 18 років, 53,9 % — особи у віці 18—64 років, 27,5 % — особи у віці 65 років та старші. Медіана віку мешканця становила 50,9 року. На 100 осіб жіночої статі у місті припадало 82,5 чоловіків;  на 100 жінок у віці від 18 років та старших — 79,4 чоловіків також старших 18 років.
Середній дохід на одне домашнє господарство  становив 62 763 долари США (медіана — 38 042), а середній дохід на одну сім'ю — 69 054 долари (медіана — 45 152). За межею бідності перебувало 19,7 % осіб, у тому числі 25,8 % дітей у віці до 18 років та 8,3 % осіб у віці 65 років та старших.
Цивільне працевлаштоване населення становило 963 особи. Основні галузі зайнятості: освіта, охорона здоров'я та соціальна допомога — 19,6 %, роздрібна торгівля — 19,3 %, виробництво — 16,7 %, фінанси, страхування та нерухомість — 14,5 %.